# برايان بيتمان
برايان بيتمان (بالإنجليزية: Brian Bateman)‏ هو لاعب غولف أمريكي، ولد في 25 فبراير 1973 في مونرو في الولايات المتحدة.

## وصلات خارجية
- برايان بيتمان على موقع رابطة لاعبي الغولف المحترفين (الإنجليزية)
- برايان بيتمان على موقع التصنيف العالمي الرسمي للغولف (الإنجليزية)